# Дубровская волость (Брянская губерния)
Ду́бровская волость — административно-территориальная единица в составе Бежицкого уезда Брянской губернии, существовавшая в 1924—1929 годах.
Центр — посёлок (ныне пгт) Дубровка.

## История
Волость образована в 1924 году путём слияния Алешинской и Салынской волостей Бежицкого (до 1921 – Брянского) уезда.
В 1929 году, с введением районного деления, волость была упразднена, а на её территориальной основе был сформирован Дубровский район Рославльского округа Западной области (ныне входит в состав Брянской области).

## Административное деление
По состоянию на 1 января 1928 года, Дубровская волость включала в себя следующие сельсоветы: Алешенский, Берестокский, Будский, Давыдчичский, Девочкинский, Дубровский, Жабовский, Заустьенский, Зимницкослободский, Лутовинский, Мареевский, Пеклинский, Рековичский, Рябчинский, Салынский, Серпеевский, Федосеевский.